# ラルナカ国際空港
ラルナカ国際空港（ギリシア語: Διεθνές Aεροδρόμιο Λάρνακας、英語: Larnaka International Airport）は、キプロス共和国のラルナカにある国際空港。キプロス島で最大の国際空港である。ラルナカ市内から6kmの場所にある。
首都の玄関口であったニコシア国際空港が1974年のキプロス紛争で閉鎖されたのを受け、キプロス政府によりラルナカ近郊の英軍基地跡地に急遽建設された。1975年2月8日に最低限の設備で開港したが、緩衝地帯にあり再開できなくなって廃墟と化したニコシア国際空港に代わり、キプロスの中心的空港となった。

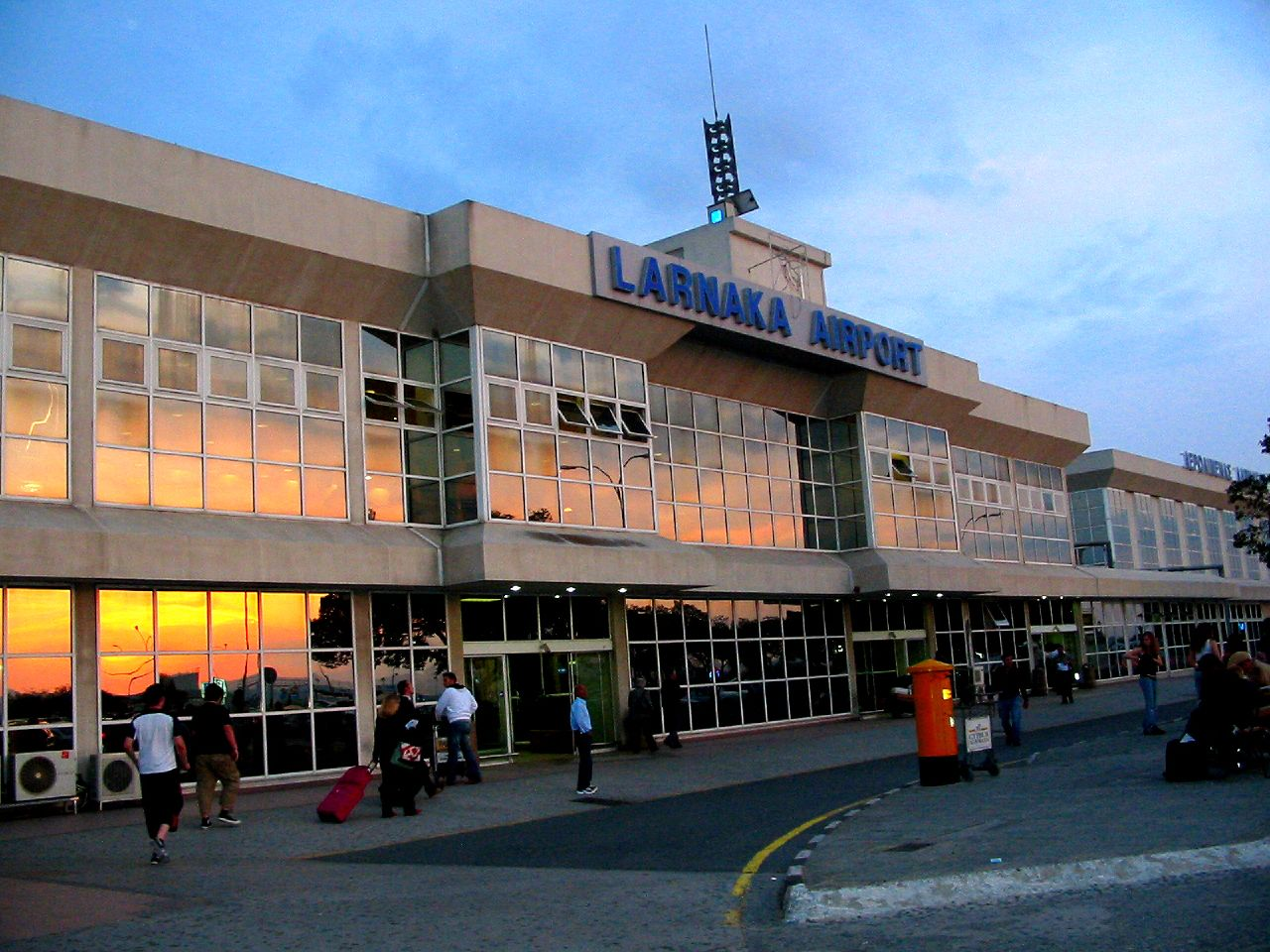
新ターミナル完成とともに閉鎖された旧ターミナル

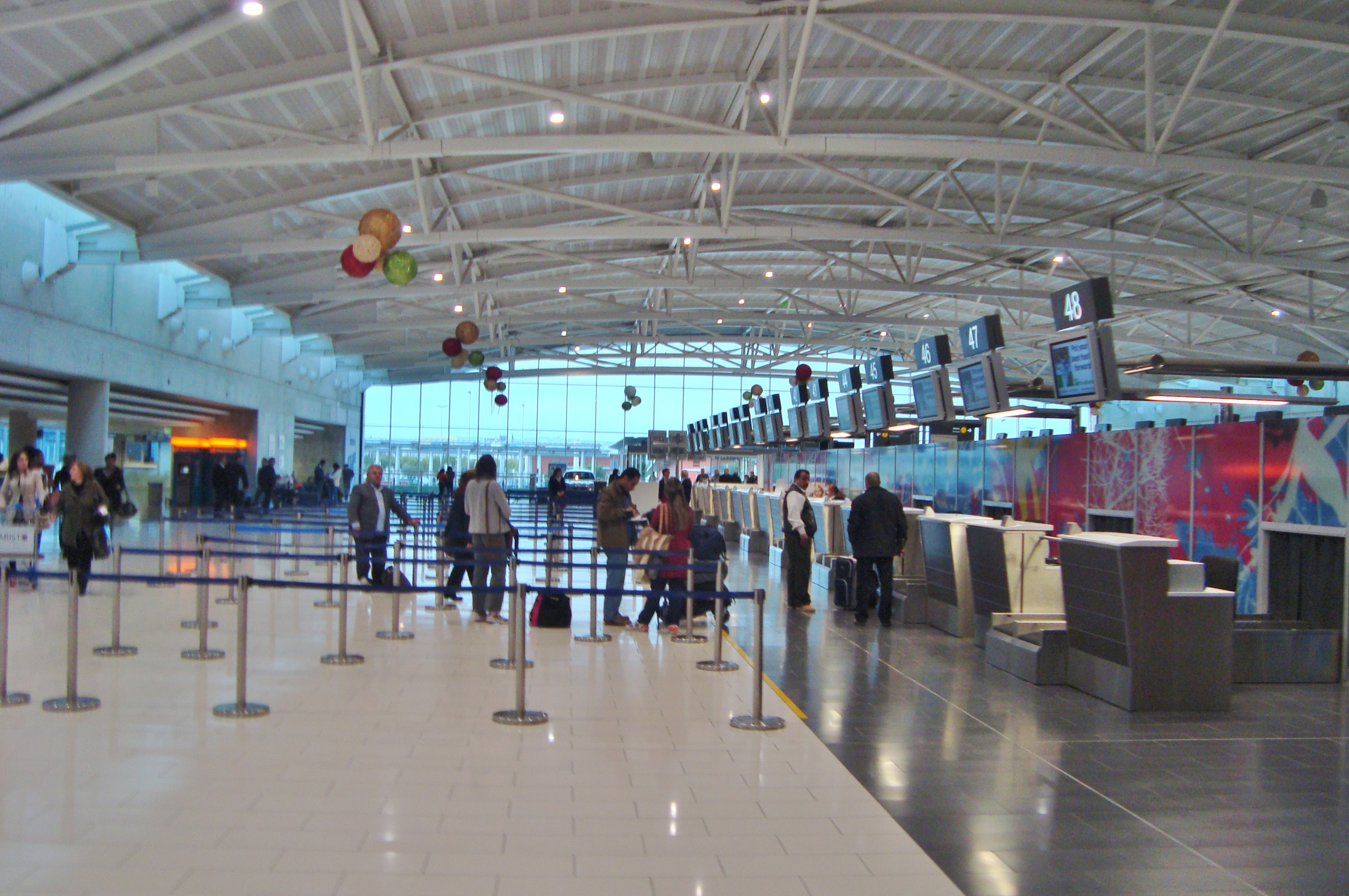
新ターミナル内部

中近東とヨーロッパを連絡する空港としても使用され、またキプロスへ観光、リゾートに訪れる観光客も併せて年間500万人前後の乗降客でにぎわう。これは元々計画された倍の乗降客であるため、2009年11月に新空港ターミナルビルが開業し、2013年には第二期分も完成した。
1978年に起きたテロ事件では、ラルナカ空港に駐機していた犯人の占拠する航空機から、エジプト軍が独断で人質を救出しようとして、警備中のキプロス軍と戦闘になった（エジプト軍によるラルナカ国際空港襲撃）。
2006年のイスラエルによるレバノン侵攻の際には、レバノンを本拠地にしているミドル・イースト航空の航空機はラルナカ空港に避難した。

## 就航路線
| 航空会社 | 就航地 |
| -------- | ------ |

- アテネ
- モスクワ
- サンクトペテルブルク
- キーウ
- オデッサ
- パリ (ド・ゴール)
- ルカ
- ブラチスラヴァ
- アムステルダム
- ロンドン (ヒースロー)
- ロンドン (ガトウィック)
- ロンドン (ルートン)
- ニューカッスル
- バーミンガム
- グラスゴー
- マンチェスター
- ダブリン
- ウィーン
- ローマ (フィウミチーノ)
- ミラノ (マルペンサ)
- フランクフルト
- デュッセルドルフ
- ハノーファー
- ハンブルク
- ケルン
- ミュンヘン
- シュトゥットガルト
- ブリュッセル
- ザルツブルク
- グラーツ
- チューリッヒ
- プラハ
- ワルシャワ
- ブダペスト
- ブカレスト
- テヘラン (エマーム・ホメイニー)
- カイロ
- ダマスカス
- パフォス
- ドバイ
- リヤド
- ベイルート
- アンマン
- テルアビブ
- ハイファ